# Ивашёв-Мусатов, Олег Сергеевич
Олег Сергеевич Ивашёв-Мусатов (13 декабря 1927, Москва — 3 декабря 2019, там же) — учёный-математик, педагог, отличник народного просвещения (1979), заслуженный преподаватель МГУ (2006), художник, автор более 100 научных публикаций, лауреат Ломоносовской премии МГУ за педагогическую деятельность (2013).

## Биография
Сын известного русского художника Сергея Михайловича Ивашёва-Мусатова (1900—1992). С 15 лет (с 1943 года) воспитывался в семье академика Андрея Колмогорова, женившегося на матери Олега Сергеевича — Анне Дмитриевне Егоровой, своей однокласснице по гимназии. С детства самостоятельно интересовался математикой.
Окончил Московскую среднюю художественную школу (1946) и собирался стать профессиональным художником. Ещё в 1940 году принял участие в художественных выставках Московского академического художественного лицея. Однако в 1946 году (без влияния отчима) поступил на механико-математический факультет МГУ, который окончил в 1951 году. Два года отработал в издательстве «Физматгиз».
В 1956 году защитил кандидатскую диссертацию, научный руководитель — Нина Бари. С 1957 года преподавал на механико-математическом факультете, был доцентом кафедры математического анализа.
В 1958—1969 годах преподавал также на химическом и геологическом факультетах, в 1970—1993 годах — на географическом и биологическом факультетах. С 1998 года преподавал на факультете фундаментальной медицины, входил в учёный совета факультета, с 1966 года также читал лекции для учителей математики средних школ в Москве и других городах. Прочитал курс математического анализа для учащихся «Второй школы».
15 ноября 2019 года попал в отделение токсикологической реанимации НИИ имени Склифосовского после того, как по ошибке выпил жидкость для прочистки канализационных труб «Крот». Врачи почти три недели боролись за его жизнь, но не смогли его спасти; Олег Сергеевич Ивашёв-Мусатов скончался 3 декабря 2019 года.

## Избранная библиография
- Ивашёв-Мусатов О. С. Теория вероятности и математическая статистика. М.: Наука, 1979. 254с .
- Колмогоров А. Н., Ивашёв-Мусатов О. С., Ивлев Б. М., Шварцбурд С. И. Алгебра и начала анализа. М.: Просвещение, 1979. 272 с.
- Виленкин Н. Я., Ивашёв-Мусатов О. С.,Шварцбурд С. И.Алгебра и математический анализ для 10 класса. Учеб.пособие для учащихся шк.и классов с углубл.изуч.математики. 3-е изд.,дораб. М.: Просвещение, 1992. — 334 с. : ил. ; 22 см. ISBN 5-09-003839-2.
- Виленкин Н. Я., Ивашёв-Мусатов О. С., Шварцбурд С. И. Алгебра и математический анализ. 11 класс. 1998.
- Ивашёв-Мусатов О. С. Начала математического анализа. Учеб.пособие для ВУЗов. 5-е изд.,перераб.и доп. М. : Наука, 1988. 288 с. ; 21 см. ISBN 5-02-013741-3
- Ивашёв-Мусатов О. С. Теория вероятностей и математическая статистика. Учеб. пособие по курсу теории вероятностей и мат. статистики в составе дисциплины «Математика» цикла общих мат. и естеств. дисциплин. 2-е изд., перераб. и доп. М.: Фима, 2003. 224 с. : ил. ISBN 5-89492-013-2
- Ивашёв-Мусатов О. С. Математический анализ? Это очень просто! М. : Чистые пруды, 2006. 31 с. (Библиотечка «Первого сентября». Серия, «Математика»; вып. 1 (7)). ISBN 5-9667-0140-7

Переводы
- Зигмунд А. Тригонометрические ряды, пер. с англ., 2 изд., т. 1—2, М., 1965.

Статьи
- Ивашёв-Мусатов О. С. Прокрустово ложе для ученика // Математика в школе. 2011. № 4. С. 22-23.
- Начала математического анализа в средней (базовой) школе (часть 1)
- Начала математического анализа в средней (базовой) школе (часть 2) (недоступная ссылка)